# IC 3364
IC 3364 је спирална галаксија у сазвјежђу Береникина коса која се налази на листи објеката дубоког неба у Индекс каталогу.
Деклинација објекта је + 25° 33' 48" а ректасцензија 12h 27m 4,7s. Привидна величина (магнитуда) објекта IC 3364 износи 15,7 а фотографска магнитуда 16,5.